# Stadio Grigoris Lamprakis
Lo stadio Grigoris Lamprakis (in greco Στάδιο Γρηγόρης Λαμπράκης) è un impianto sportivo greco di Kallithea, in Grecia.
È utilizzato dal Kallithea per i suoi incontri interni, e ha una capienza di circa 6 300 posti.

## Storia
Fu inaugurato nel 1970 e intitolato all'attivista greco Gregoris Lambrakis.
Il record di presenze si ebbe nel 1984, in occasione dell'incontro tra Kallithea e Panathīnaïkos, cui assistettero 5 729 spettatori.